# Опейдоскоп

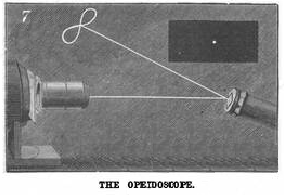
Опейдоскоп

Опейдоскоп (англ. Opeidoscope) — устройство для графического изображения звука, изобретен Эмерсоном Долбеаром.

## История изобретения
Долбеар часто ставил опыты с камертонами Лиссажу (Jules Antoine Lissajous), и это вдохновило его на изобретение собственного устройства, графически передающего звук.
Устройство состояло из трубы, в которую попадали звуки, с закрепленной на ней мембраной. С внешней стороны мембраны было прикреплено зеркало, на которое направляли луч света. Отраженный луч падал на стену, после чего можно было получить графическое изображение любого звука. Отсюда следует, что если повторить движение мембраны, можно повторить звук. Такое устройство Эмерсон назвал Опейдоскоп (Opeidoscope), сформировав его термин из древнегреческих слов «звук», «формы» и «видеть».